# World Solar Challenge

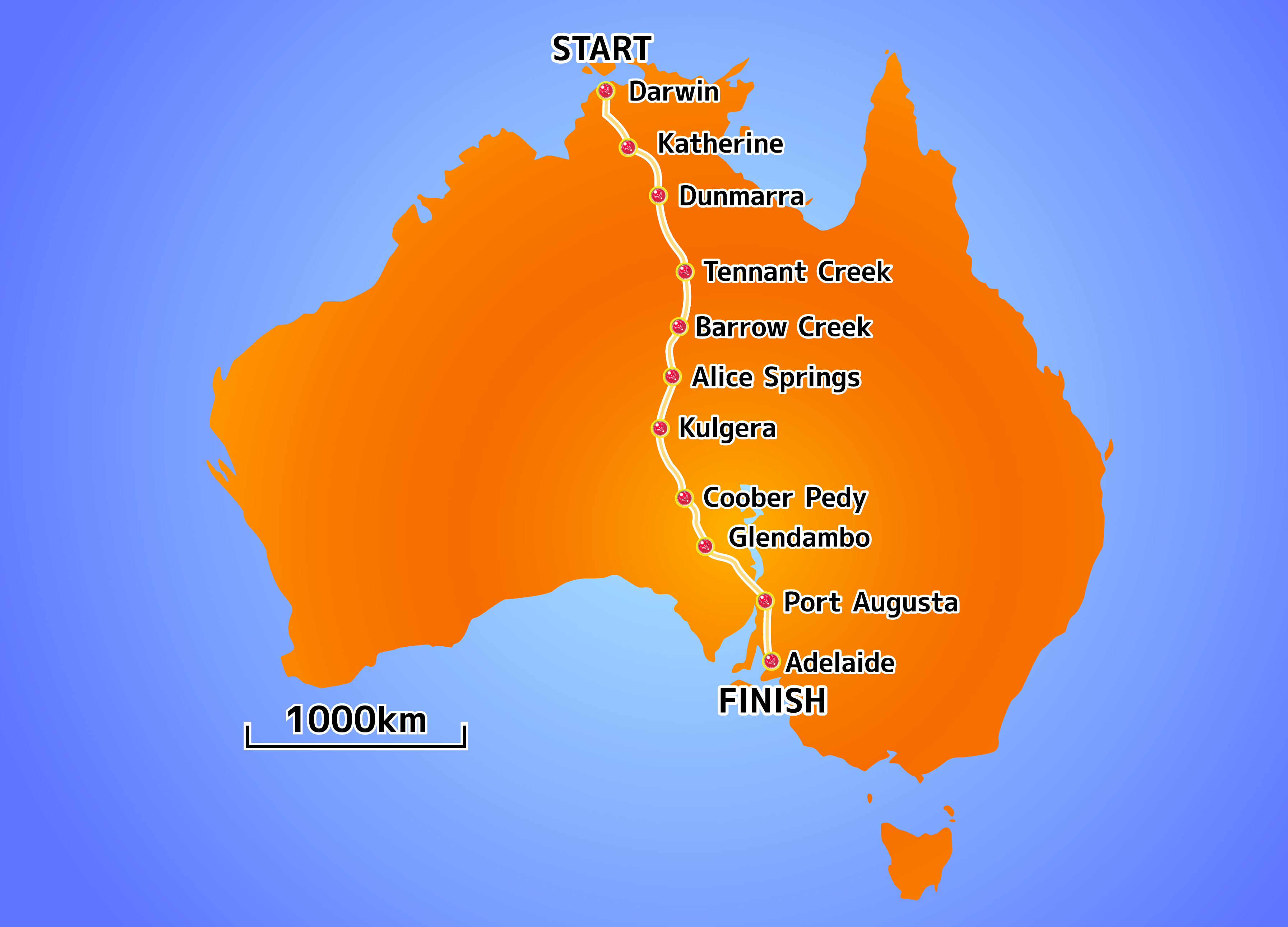
Tracé des 3000km de routes du World Solar Challenge.

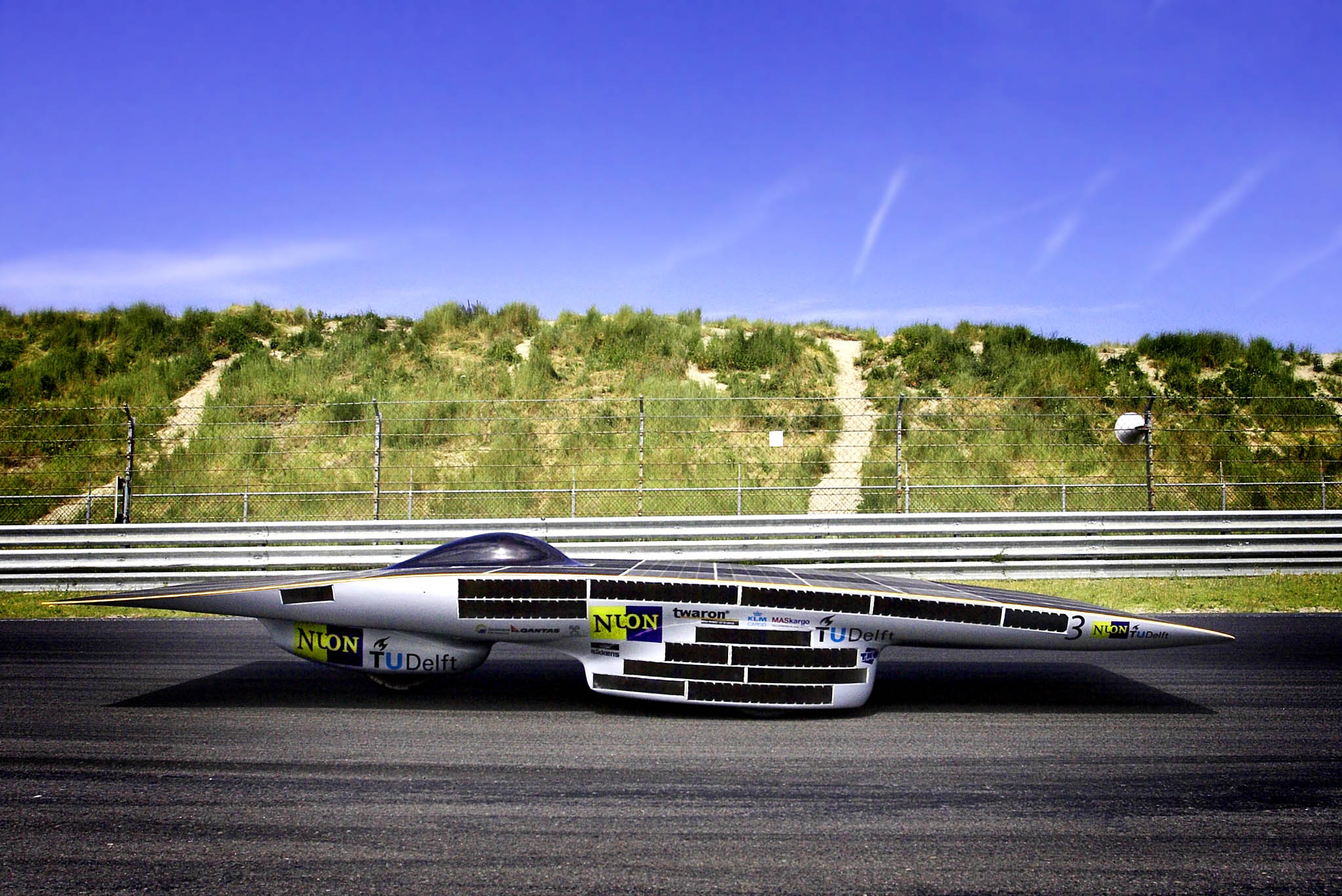
Nuna 3 de l'Université Technologique de Delft, Pays-Bas) (Gagnant de l'édition 2005)

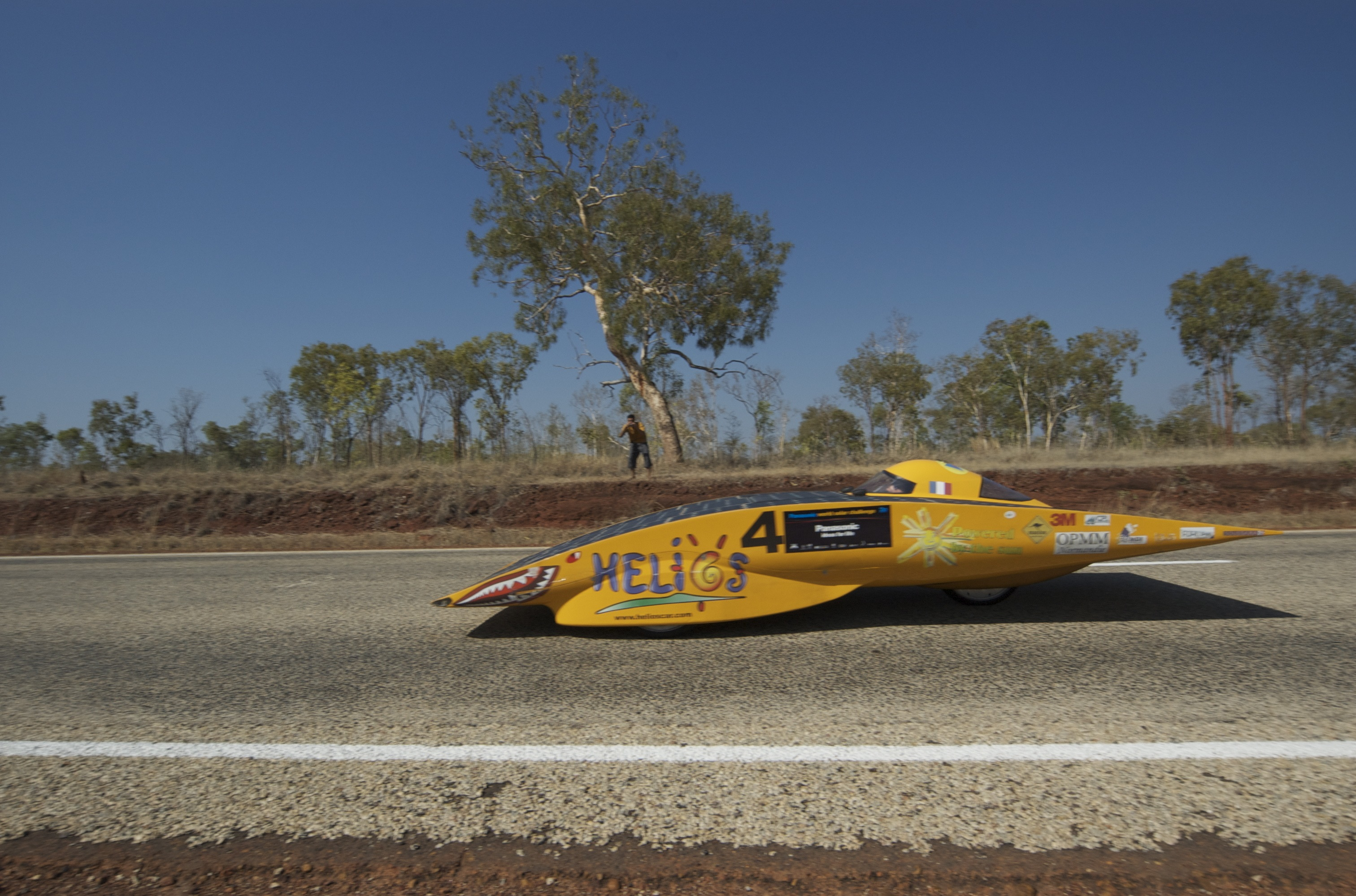
Hélios IV, HEI Lille (Catégorie Adventure)

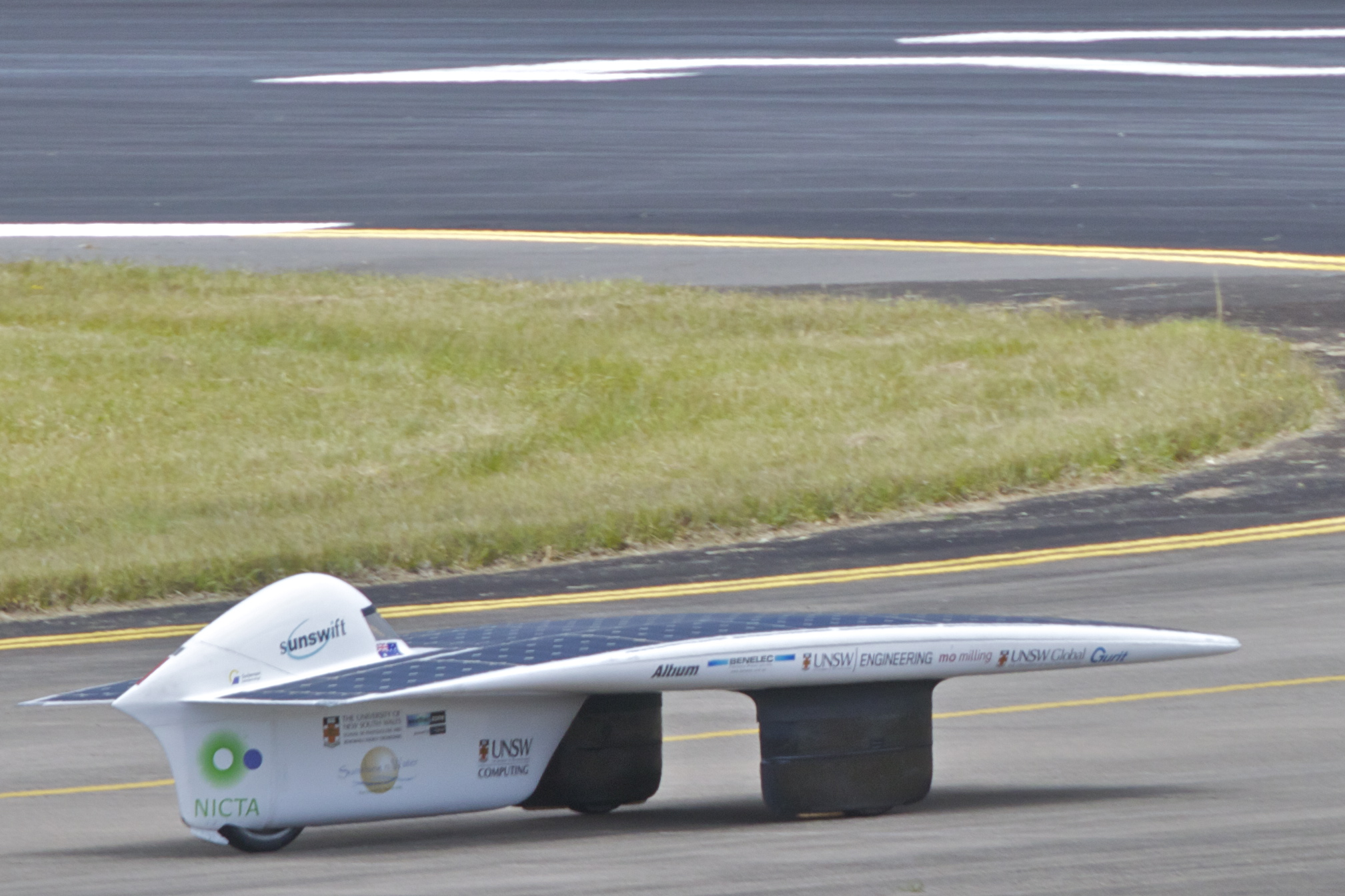
Sunswift IV, de l'UNSW

Le World Solar Challenge (défi solaire mondial) est une course de voitures propulsées à l'énergie solaire. Depuis sa création en 1987, des véhicules expérimentaux parcourent un circuit de 3 021 km (1 877 miles) à travers l'Australie centrale, entre les villes de Darwin et d'Adélaïde. La compétition rassemble des équipes provenant de nombreux pays à travers le monde, la plupart étant liées à des universités ou des entreprises affiliées à de grandes écoles.

## Création
En 1982, l'australien Hans Tholstrup construit le « Quiet Achiever », un véhicule électrique équipé de cellules solaires. En 1983, il traverse avec son véhicule expérimental l’Australie en 20 jours (Perth à Sydney, soit 4 129 km). Il imagine alors une compétition internationale dont le but serait de parcourir le plus rapidement possible 3 000 km de Darwin à Adélaïde, en utilisant uniquement l'énergie solaire.
Le premier départ est donné le 1er novembre 1987 aux 23 premiers participants, dont seulement 7 parviendront à l'arrivée. La compétition est devenue depuis une référence internationale et un évènement attendu.

## Objectifs
L'objectif de cette compétition est de promouvoir la recherche concernant les voitures solaires, et plus globalement sensibiliser aux énergies renouvelables.

## Règles
- La course se déroulant sur les routes publiques, les voitures doivent être conformes aux règles de la circulation.
- Entre 2 et 4 conducteurs doivent être inscrits. Si le poids du chauffeur (incluant les habits) est inférieur à 80 kg, du poids lui est rajouté jusqu'à atteindre les 80 kg règlementaires.
- Les dimensions maximales des véhicules sont : 5 m de long, 2,2 m de large et 1,6 m de haut.
- La période pour conduire est entre 8 heures du matin et 17 heures. Le chauffeur a le droit de conduire 10 minutes de plus afin de trouver un endroit plus approprié pour dormir. Ces dix minutes (maximum) seront reportées au lendemain et le chauffeur partira 10 minutes plus tard.
- Au long du parcours, il existe des contrôles où chaque voiture doit s'arrêter 30 minutes. Seule la maintenance est autorisée (mais pas les réparations) durant ces pauses.
- La capacité des batteries est limitée à 5 kWh maximum (selon la technique utilisée). Au départ de la course les batteries peuvent être complètement chargées (c’est-à-dire pleines). Les batteries ne peuvent pas être changées durant la compétition, sauf si elles rendent l'âme. Mais une pénalité de temps sera ajoutée si les batteries sont changées.
- Excepté pour les dimensions extérieures de la voiture, il n'y avait aucune restriction concernant le design et la construction de la voiture. Depuis 2007, des éléments de sécurité sont rendus obligatoires comme des arceaux rigides en cas de retournement.
- La décélération du système de freins doit être d'au moins 3,8 m/s2.
- Le siège du conducteur doit avoir un angle de 27 degrés pour se rapprocher des voitures grand public.

## Le défi
Le bon équilibre entre les ressources en énergie et la consommation est la clé pour gagner cette course. La vitesse optimale du véhicule change constamment en fonction de la météo et du niveau de charge des batteries. Les membres de l’équipe, à bord de véhicules d’escorte, récupèrent à distance des données sur l’état de la voiture solaire. Ils entrent ensuite ces données dans des programmes informatiques (conçus avant la course) afin de déterminer la meilleure stratégie de conduite.

Il est également important de charger les batteries autant que possible du lever du soleil jusqu’à 8 heures et de 17 heures au coucher du soleil. Les panneaux solaires sont généralement dirigés perpendiculairement aux rayons incidents du soleil pour capter le plus d’énergie possible. Pour cela, la voiture est souvent entièrement inclinée.

## Historique
- Première édition (1er novembre 1987) : victoire de l'équipe « General Motors » (Entreprise, États-Unis) avec son véhicule « Sunraycer » (vitesse moyenne : 65 km/h).
- 2e édition (1990) : victoire de l'équipe « Spirit of Biel » (École d'ingénieur de Bienne, Suisse).
- 3e édition (1993) : victoire de l'équipe « Honda » (Entreprise, Japon).
- 4e édition (1996) : victoire de l'équipe « Honda » (Entreprise, Japon).
- 5e édition (1999) : victoire de l'équipe « Aurora » (Australie).
- 6e édition (28 novembre 2001) : victoire de l'équipe « Nuon Solar Team » (Université Technologique de Delft, Pays-Bas) avec son véhicule « Nuna » (vitesse moyenne : 91,8 km/h, temps total : 32 heures et 39 minutes).
- 7e édition  (22 octobre 2003) : victoire de l'équipe « Nuon Solar Team » avec son véhicule « Nuna 2 » (vitesse moyenne : 96,8 km/h, temps total : 30 h 54).
- 8e édition  (28 septembre 2005) : victoire de l'équipe « Nuon Solar Team » avec son véhicule « Nuna 3 » (vitesse moyenne : 102,75 km/h, temps total : 29 h 11).
- 9e édition  (21 au 28 octobre 2007) : victoire de l'équipe « Nuon Solar Team » avec son véhicule « Nuna 4 » dans la catégorie « challenge » (vitesse moyenne : 90,87 km/h, temps total : 33 h 00).
- 10e édition (2009) : victoire de l'équipe « Tokaï »
- 11e édition (2011) : victoire de l'équipe « Tokaï »
- 12e édition (2013) : victoire de l'équipe « Nuon Solar Team » (Université Technologique de Delft, Pays-Bas)
- 13e édition (2015) : victoire de l'équipe « Punch Powertrain » (Belgique)
- 14e édition (2017) : victoire de l'équipe « Nuon Solar Team » (Université Technologique de Delft, Pays-Bas)
- 15e édition (2021) : annulée
- 16e édition (2023) : victoire de l'équipe « Agoria » (Belgique)